# Reprezentacja Danii U-21 w piłce nożnej mężczyzn
Reprezentacja Danii U-21 w piłce nożnej – młodzieżowa reprezentacja Danii sterowana przez Duński Związek Piłki Nożnej. Jej największymi sukcesami są półfinały Mistrzostw Europy 1992 i 2015. Reprezentacja powstała w 1976 roku, kiedy to UEFA wprowadziła nowe zasady odnośnie do młodzieżowych reprezentacji piłkarskich – drużyny do lat 23 zostały zastąpione przez zespoły do lat 21.

## Udział w międzynarodowych turniejach

### Mistrzostwa Europy
| Udział w mistrzostwach Europy U-21 | Udział w mistrzostwach Europy U-21 | Udział w mistrzostwach Europy U-21 | Udział w mistrzostwach Europy U-21 | Udział w mistrzostwach Europy U-21 | Udział w mistrzostwach Europy U-21 | Udział w mistrzostwach Europy U-21 | Udział w mistrzostwach Europy U-21 | Udział w mistrzostwach Europy U-21 |
| Rok                                | Kwalifikacje                       | Wynik                              | M                                  | Z                                  | R                                  | P                                  | G+                                 | G-                                 |
| ---------------------------------- | ---------------------------------- | ---------------------------------- | ---------------------------------- | ---------------------------------- | ---------------------------------- | ---------------------------------- | ---------------------------------- | ---------------------------------- |
| 1978                               | Awans                              | Ćwierćfinał                        | 2                                  | 1                                  | 0                                  | 1                                  | 4                                  | 4                                  |
| 1980                               | Nie zakwalifikowała się            | Nie zakwalifikowała się            | Nie zakwalifikowała się            | Nie zakwalifikowała się            | Nie zakwalifikowała się            | Nie zakwalifikowała się            | Nie zakwalifikowała się            | Nie zakwalifikowała się            |
| 1982                               | Nie zakwalifikowała się            | Nie zakwalifikowała się            | Nie zakwalifikowała się            | Nie zakwalifikowała się            | Nie zakwalifikowała się            | Nie zakwalifikowała się            | Nie zakwalifikowała się            | Nie zakwalifikowała się            |
| 1984                               | Nie zakwalifikowała się            | Nie zakwalifikowała się            | Nie zakwalifikowała się            | Nie zakwalifikowała się            | Nie zakwalifikowała się            | Nie zakwalifikowała się            | Nie zakwalifikowała się            | Nie zakwalifikowała się            |
| 1986                               | Awans                              | Ćwierćfinał                        | 2                                  | 0                                  | 1                                  | 1                                  | 1                                  | 2                                  |
| 1988                               | Nie zakwalifikowała się            | Nie zakwalifikowała się            | Nie zakwalifikowała się            | Nie zakwalifikowała się            | Nie zakwalifikowała się            | Nie zakwalifikowała się            | Nie zakwalifikowała się            | Nie zakwalifikowała się            |
| 1990                               | Nie zakwalifikowała się            | Nie zakwalifikowała się            | Nie zakwalifikowała się            | Nie zakwalifikowała się            | Nie zakwalifikowała się            | Nie zakwalifikowała się            | Nie zakwalifikowała się            | Nie zakwalifikowała się            |
| 1992                               | Awans                              | III/IV miejsce                     | 4                                  | 1                                  | 1                                  | 2                                  | 6                                  | 4                                  |
| 1994                               | Nie zakwalifikowała się            | Nie zakwalifikowała się            | Nie zakwalifikowała się            | Nie zakwalifikowała się            | Nie zakwalifikowała się            | Nie zakwalifikowała się            | Nie zakwalifikowała się            | Nie zakwalifikowała się            |
| 1996                               | Nie zakwalifikowała się            | Nie zakwalifikowała się            | Nie zakwalifikowała się            | Nie zakwalifikowała się            | Nie zakwalifikowała się            | Nie zakwalifikowała się            | Nie zakwalifikowała się            | Nie zakwalifikowała się            |
| 1998                               | Nie zakwalifikowała się            | Nie zakwalifikowała się            | Nie zakwalifikowała się            | Nie zakwalifikowała się            | Nie zakwalifikowała się            | Nie zakwalifikowała się            | Nie zakwalifikowała się            | Nie zakwalifikowała się            |
| 2000                               | Nie zakwalifikowała się            | Nie zakwalifikowała się            | Nie zakwalifikowała się            | Nie zakwalifikowała się            | Nie zakwalifikowała się            | Nie zakwalifikowała się            | Nie zakwalifikowała się            | Nie zakwalifikowała się            |
| 2002                               | Nie zakwalifikowała się            | Nie zakwalifikowała się            | Nie zakwalifikowała się            | Nie zakwalifikowała się            | Nie zakwalifikowała się            | Nie zakwalifikowała się            | Nie zakwalifikowała się            | Nie zakwalifikowała się            |
| 2004                               | Nie zakwalifikowała się            | Nie zakwalifikowała się            | Nie zakwalifikowała się            | Nie zakwalifikowała się            | Nie zakwalifikowała się            | Nie zakwalifikowała się            | Nie zakwalifikowała się            | Nie zakwalifikowała się            |
| 2006                               | Awans                              | Faza grupowa                       | 3                                  | 0                                  | 2                                  | 1                                  | 5                                  | 6                                  |
| 2007                               | Nie zakwalifikowała się            | Nie zakwalifikowała się            | Nie zakwalifikowała się            | Nie zakwalifikowała się            | Nie zakwalifikowała się            | Nie zakwalifikowała się            | Nie zakwalifikowała się            | Nie zakwalifikowała się            |
| 2009                               | Nie zakwalifikowała się            | Nie zakwalifikowała się            | Nie zakwalifikowała się            | Nie zakwalifikowała się            | Nie zakwalifikowała się            | Nie zakwalifikowała się            | Nie zakwalifikowała się            | Nie zakwalifikowała się            |
| 2011                               | Gospodarz                          | Faza grupowa                       | 3                                  | 1                                  | 0                                  | 2                                  | 3                                  | 5                                  |
| 2013                               | Nie zakwalifikowała się            | Nie zakwalifikowała się            | Nie zakwalifikowała się            | Nie zakwalifikowała się            | Nie zakwalifikowała się            | Nie zakwalifikowała się            | Nie zakwalifikowała się            | Nie zakwalifikowała się            |
| 2015                               | Awans                              | III/IV miejsce                     | 4                                  | 2                                  | 0                                  | 2                                  | 5                                  | 8                                  |
| 2017                               | Awans                              | Faza grupowa                       | 3                                  | 1                                  | 0                                  | 2                                  | 4                                  | 7                                  |
| 2019                               | Awans                              | Faza grupowa                       | 3                                  | 2                                  | 0                                  | 1                                  | 6                                  | 4                                  |
| 2021                               | Awans                              | Ćwierćfinał                        | 4                                  | 3                                  | 0                                  | 1                                  | 8                                  | 2                                  |
| 2023                               | Nie zakwalifikowała się            | Nie zakwalifikowała się            | Nie zakwalifikowała się            | Nie zakwalifikowała się            | Nie zakwalifikowała się            | Nie zakwalifikowała się            | Nie zakwalifikowała się            | Nie zakwalifikowała się            |
| 2025                               | Awans                              | Ćwierćfinał                        | 4                                  | 2                                  | 1                                  | 1                                  | 9                                  | 8                                  |

## Trenerzy
- Tommy Troelsen (1976–1980)
- Richard Møller Nielsen (1980–1989)
- Viggo Jensen (1989–1992)
- Jan B. Poulsen (1992–1999)
- Flemming Serritslev (2000–2006)
- Keld Bordinggaard (2006–2011)
- Morten Wieghorst (2011–2013)
- Jess Thorup (2013–2015)
- Niels Frederiksen (2015–2019)
- Albert Capellas (2019–2021)
- Jesper Sørensen (2021–2022)
- Steffen Højer (2023–2025)
- Lars Knudsen (2025–)[4]